# Nasio Fontaine
Nasio Fontaine, född 1969, är en dominicansk reggae-artist. 
Nasio Fontaines texter är djupt andliga (Nasio är troende rastafari), och hans musik påminner ofta om sena Bob Marley-låtar. I Europa är han dock ganska okänd då det är svårt att få tag på hans skivor.
Han debuterade 1994 med skivan "Reggae Power". 2006 släpptes den senaste skivan "Universal Cry".

## Diskografi
- Rise Up - 2007
- Universal Cry - 2006
- Living In The Positive - 2003
- Revolution - 1999
- Wolf Catcher (EP) - 1997
- Reggae Power - 1994